# Klaus Enderlein
Klaus Enderlein (* 5. November 1936 in Markersbach; † 13. Dezember 1995) war ein deutscher Motorradrennfahrer, der in der Motorrad-Weltmeisterschaft in der Achtelliterklasse startete. Er war einer der erfolgreichsten Motorsportler der DDR.

## Karriere
Enderlein kam als Sohn des Försters Willy Enderlein und seiner Ehefrau Hertha geb. Müller zur Welt. Sein aus Hammerunterwiesenthal stammender Vater war als Forstgehilfe und Förster u. a. in Reichstein, Oberwiesenthal, Mittweida und Trünzig tätig. Die Familie ließ sich 1954 in Raschau im Erzgebirge nieder. Die Rennrodel-Olympiasiegerin Ortrun Enderlein ist seine jüngere Schwester. Klaus Enderlein begann seine Motorsportkarriere beim Skijöring. Auf einer MZ begann er 1961, sich an Motorradstraßenrennen zu beteiligen. Bereits im ersten Jahr als Lizenzfahrer konnte er, für den MC Scheibenberg startend, die DDR-Meisterschaft in der Viertelliterklasse gewinnen.
Ab der Saison 1962 wurde Klaus Enderlein in der Motorrad-Weltmeisterschaft in der 125-cm³-Klasse eingesetzt. Beim Großen Preis der DDR 1962 auf dem Sachsenring erfuhr er sich den fünften Platz. Mit zwei WM-Punkten belegte er in der Weltmeisterschaftswertung den 19. Rang. In der folgenden Saison erlitt er am 22. Juni in einem Rennunfall beim Großen Preis von Jugoslawien in Opatija, in den außerdem Hans Fischer und Wolfgang Moses verwickelt waren, eine schwere Beinverletzung. In der WM-Saison 1964 erreichte Enderlein sein bestes Saisonergebnis beim Großen Preis von Finnland mit dem fünften Platz, sodass er mit zwei WM-Zählern auf Platz 19 im WM-Klassement die Saison beendete. Die Saison 1965 wurde die erfolgreichste in der internationalen Karriere Enderleins. Mit dem fünften Platz beim Großen Preis von Spanien, dem zweiten Rang beim Ulster Grand Prix hinter Ernst Degner und einem vierten Platz beim Großen Preis der Nationen erreichte er mit elf WM-Punkten den siebten Rang in der Weltmeisterschaft. Aus Kostengründen beschränkte MZ ab der WM-Saison 1966 sein Engagement, sodass Enderlein trotz der 1965 erzielten Erfolge nur noch vermindert unterstützt wurde. Beim WM-Rennen auf dem Sachsenring 1967 erreichte er noch einmal einen vierten Platz in einem WM-Lauf (in Summe mit drei WM-Punkten 17. der Gesamtwertung). Enderlein fuhr noch bis 1970 Rennen. 
Nach dem Ende seiner Motorsportkarriere eröffnete er 1971 ein Taxiunternehmen. Enderlein verstarb 1995 im Alter von 59 Jahren.

## Statistik

### Erfolge
- 1962 – 125-cm³-DDR-Meister auf MZ[1]

## Verweise